# 豐代尼鄉 (加拉茨縣)
45°34′26″N 27°33′32″E / 45.5739°N 27.5590°E
豐代尼鄉（羅馬尼亞語：Comuna Fundeni, Galați），是羅馬尼亞的鄉份，位於該國東部，由加拉茨縣負責管轄，面積42平方公里，海拔高度20米，2007年人口4,004，人口密度每平方公里95人。